# 快餐店

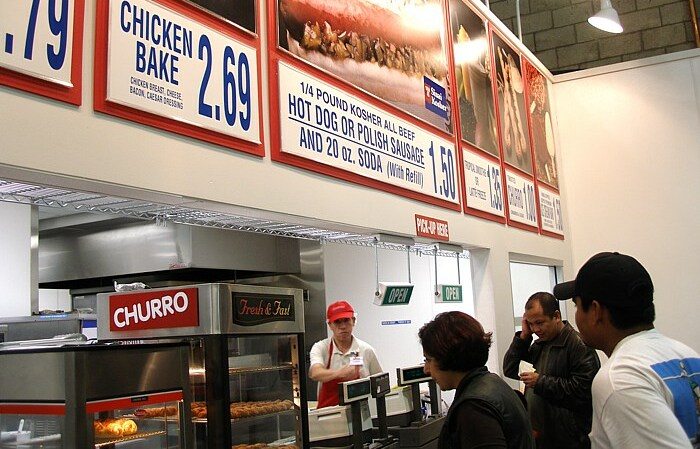
好市多內的熟食店。

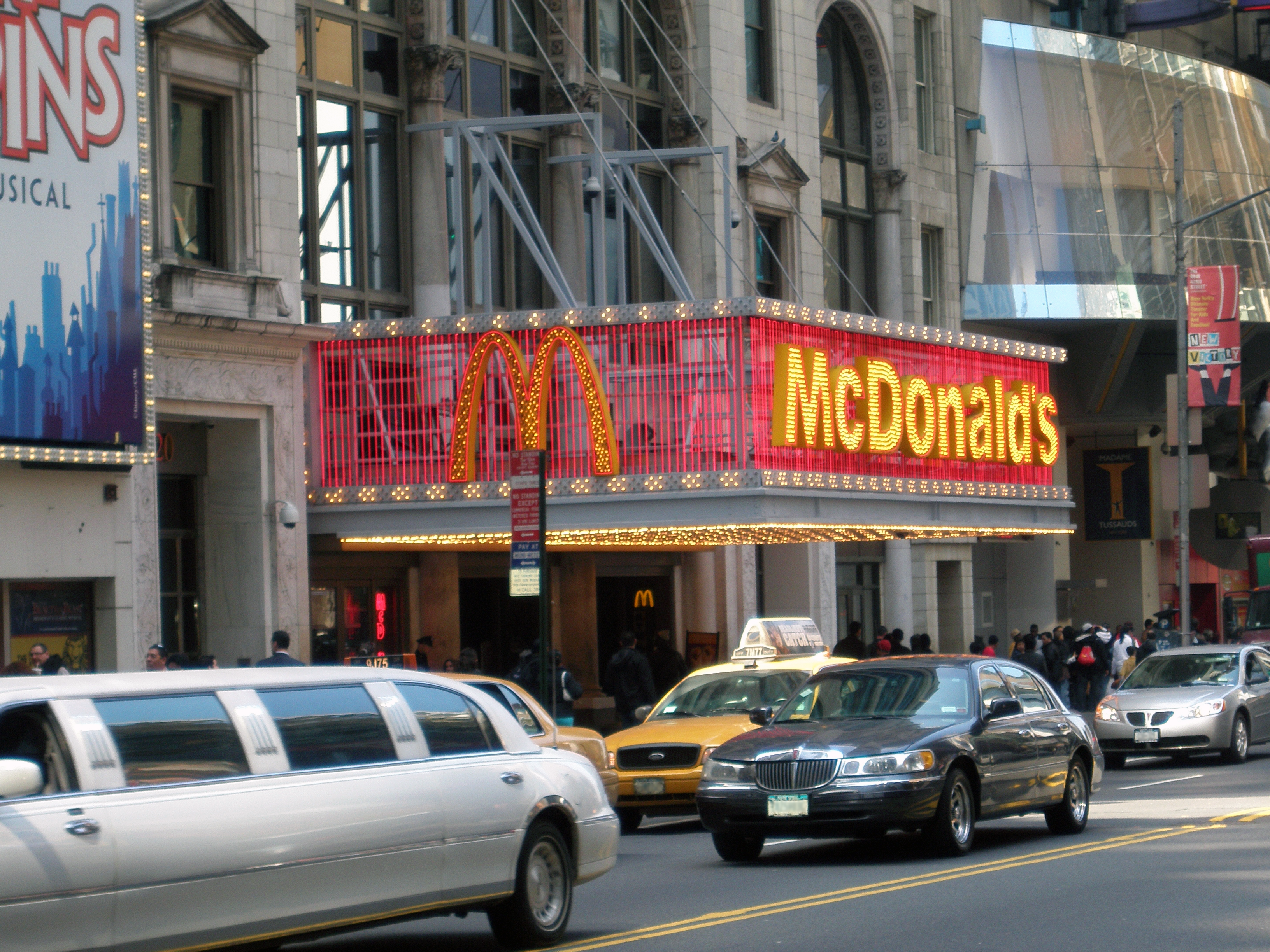
時代廣場的麥當勞

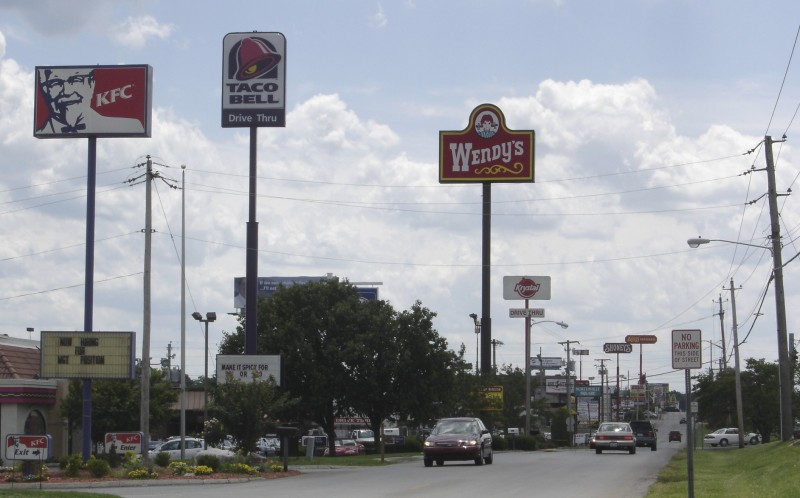
許多快餐店的招牌

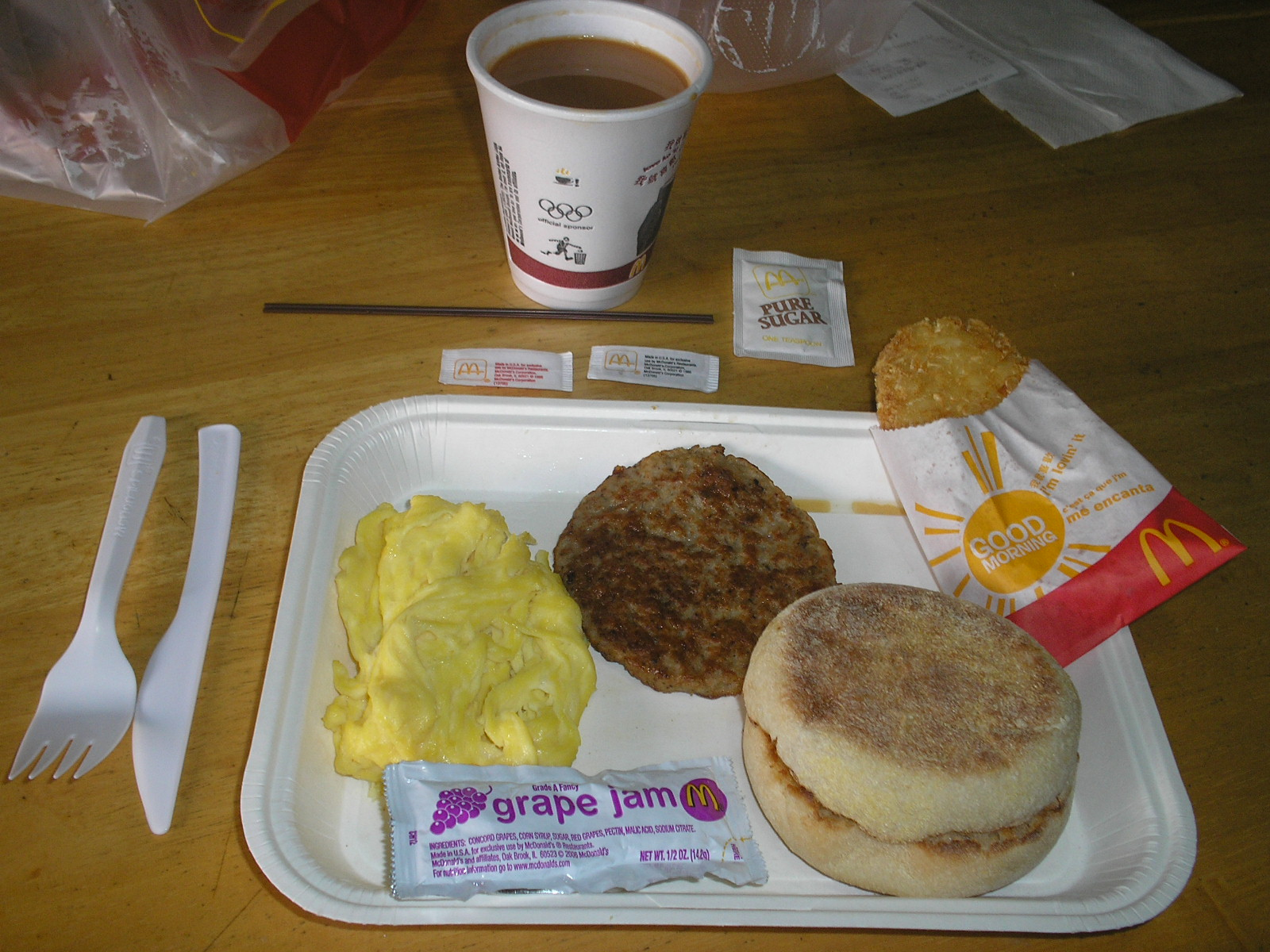
麥當勞早餐

速食店，或稱快餐店（英語：Fast food restaurant），是指在點餐之後食物很快就供應出來。通常這些餐廳所提供的食物稱為速食或快餐。
在臺灣，「快餐店」大多為便當或台式自助餐業者的店鋪命名方式，此處的快餐意即主菜和配菜都已經料理完成可以迅速裝盒販售的便當。本文並非指這種能夠快速出餐的中式便當，而是強調美式速食餐廳制度下生產的快食品為主，在台灣多稱為速食店。
這些餐廳通常都會預先烹煮大量的食物，然後進行保溫，或者在點餐的時候再加熱。點完餐之後迅速將食物提供，由顧客自行帶到用餐區食用或外帶，並處理下一個客人。許多速食餐廳採取連鎖餐廳或加盟模式來運作，會從中央工廠配送標準的食材給底下的各個餐廳。由於過往有多項科學研究顯示速食店提供的食品普遍被視為營養不均衡及垃圾食物，还有浪费等问题，因此有越來越多人反對速食，相關企業除了改推出健康菜单因应，还正試圖將大眾對他們餐廳的認知從「速食餐廳」轉移向「快速服務餐廳」。有些店面則採取小吃攤販的形式，不一定會提供客人遮蔽的地方或桌椅。客人以外帶或外送方式訂購，也並不一定會很快就把食物吃掉。所謂「快餐」字意的體驗在於方便兩字。由於開設一間速食餐廳需要資本額相對而言較低，因此小型自營的速食餐廳在全世界都可以普遍見到。

## 概況
在美國，速食餐廳的市場佔有率逐漸被所謂的快速休閒餐廳所瓜分，後者提供的食物品質較高而且價格較貴。2002年麥當勞公司公佈了他們第一次的季度虧損。在這股追求更健康、品質更好的食物的趨勢下，麥當勞和漢堡王等餐廳開始改變路線，開始銷售更健康的食物，比如沙拉和新鮮水果。這種路線的改變，除了是順應社會的需求以外，也是對這些公司遭受之法律訴訟的一種回應。
2004年美國國會通過了《起司漢堡法》（Cheeseburger Bill），用來「禁止那些宣稱自己的肥胖是歸咎於食物和非酒精飲料的製造者及販賣者的人提出無聊的訴訟」。這個法案的提出是因為有越來越多人宣稱自己由於吃了這些速食而造成了肥胖，因而向速食連鎖企業提出告訴，但是基本上這是在規避他們自己吃了這些食物的責任。
由於速食企業依賴單一栽培（monoculture）、須要從全球商品市場購買食材、以及造成地方飲食習慣的改變，許多人將之視為對地方風俗料理的一種破壞。因此速食餐廳也成為了許多人抗議的目標。基於這許多的理由，有人發起了「慢食運動」（Slow Food），目的在於保存地方料理，並且反對任何有利於速食的法律和習慣。
雖然速食餐廳經常被視為現代科技文化的一個象徵，速食餐廳的歷史很可能和城市一樣古老，在每個文化之間都有不同的樣貌。古羅馬的城市有販賣麵包配橄欖的攤販，東亞文化中有麵店，而中東則有販賣炸豆丸子的店。在英國，儘管連鎖速食餐廳已很普遍，英國傳統的外帶食物如炸魚薯條等仍然隨處可見。到了20世紀末這些外帶食物中又加入了義式、中式、印度等料理。

## 國際連鎖快餐店
- 麥當勞（McDonald's）
- 漢堡王（Burger King）
- 溫蒂漢堡（Wendy's）
- 卡樂星（Carl's Jr.）
- 哈帝漢堡（Hardee's）
- 星巴克（Starbucks）
- 肯德基（KFC）
- 必勝客（Pizza Hut）
- 達美樂（Domino's Pizza）
- 棒!約翰（Papa John's Pizza）
- 大力水手炸雞（Popeyes）
- 艾德熊（A&W）
- 快客速食（Quick）
- 赛百味（Subway）
- 塔可鐘（Taco Bell）
- 快樂蜂（Jollibee）
- 儂特利（Lotteria）
- 摩斯漢堡（Mos Burger）
- 吉野家（Yoshinoya）
- 胡椒廚房（Pepper Lunch）
- 熊貓快餐（Panda Express）
- 美味就是這樣

## 中国大陆連鎖快餐店
- 德克士 (Dicos)
- 华莱士 (CNHLS)
- 李先生 (Mr. Lee)
- 永和大王 (Yonghe King)
- 派乐汉堡 (Pala Hamburger)
- 呷哺呷哺 (Xiabu Xiabu)
- 真功夫 (Kungfu)
- 大娘水饺 (Da Niang Dumpling)
- 老娘舅 (UFF)
- 真百味
- 乡村基 (CSC)
- 埃斯汀

## 香港的連鎖快餐店
- 大家樂
- 大快活
- 美心MX
- 一粥麵

## 台灣的連鎖快餐店
- 三商巧福
- 頂呱呱
- 丹丹漢堡
- 香雞城
- 樂檸漢堡
- 21風味館

## 新加坡的连锁快餐店
- 老曾记
- 荣寿司

## 韓國的连锁快餐店
- Mom's Touch
- No Brand Burger

## 馬來西亞的连锁快餐店
- Marrybrown（英语：Marrybrown）